# 허일후
허일후(1981년 9월 6일 ~ )는 과거 대한민국의 방송사 前 MBC의 아나운서였다.

## 학력
- 고려대학교 신문방송학과
- 광주 인성고등학교

## 경력
| 연도           | 사항                                |
| -------------- | ----------------------------------- |
| 2023.07 ~ 현재 | IT 벤처                             |
| 2023년 7월     | MBC 아나운서 차장                   |
| 2018년 2월     | 제23회 평창 동계 올림픽 MBC 캐스터  |
| 2014년         | 제20회 브라질 월드컵 MBC 캐스터     |
| 2014년         | 제17회 인천아시안게임 MBC 캐스터    |
| 2014년         | 2014년 소치동계올림픽 MBC 캐스터    |
| 2010년         | 제16회 광저우 아시안게임 MBC 캐스터 |
| 2008년         | 제29회 베이징올림픽 MBC 캐스터      |
| 2007 ~ 2023.07 | MBC 공채 아나운서                   |

## 활동

### TV 방송
- 2006년 MBC 《불만제로》
- 2008년 ~ 2010년 MBC 《MBC 스포츠뉴스》 주말 진행
- 2009년 MBC 《무한정 미소천사》 MC
- 2010년 MBC 《야구 읽어주는 남자》 진행
- 2010년 MBC 《명의가 추천하는 약이 되는 밥상》 진행
- 2010년 MBC 《MBC 파워매거진》 진행
- 2013년 MBC 《아이돌스타 육상 풋살 양궁 선수권대회》 진행
- 2014년 MBC 《아이돌스타 육상 양궁 풋살 컬링 선수권대회》 진행
- 2015년 MBC 《아이돌 스타 육상 씨름 농구 풋살 양궁 선수권대회》 진행
- 2016년 MBC 《아이돌 스타 육상 리듬체조 풋살 양궁 선수권 대회》 진행
- 2018년 MBC 《아침발전소》진행
- 2017년 12월 26일 ~ 6월 26일 MBC 《MBC 스포츠뉴스》 평일 진행
- 2020년 8월 23일 ~ 2022년 4월 10일 MBC 《탐사기획 스트레이트》진행
- 2023년 3월 1일 ~ 2023년 6월 2일 MBC 《생방송 오늘아침》진행
- MBC 《PD수첩》 내레이션

### 라디오 방송
- MBC FM4U 《Hi-Five, 허일후입니다》
- MBC FM4U 세상을 여는 아침
- MBC FM4U 비포 선라이즈
- MBC FM4U 두시의 데이트
- 2020년 5월 11일 ~ 2021년 3월 28일 MBC 표준FM 싱글벙글쇼
- 2020년 5월 16일 ~ 2023년 6월 30일 MBC 표준FM 정치인싸

## 그 외 활동

### TV 출연
- 2008년 MBC 일일시트콤 《그분이 오신다》 - 기자 역
- 2010년 MBC 4부작 특집드라마 《런닝, 구》 - 마라톤 중계 캐스터 역
- 2019년 MBC 《미스터리 음악쇼 복면가왕》 - 아라비안 나이트마니아 여심도둑 알라딘
- 2019년 MBC 《놀면 뭐하니?》

### 드라마 출연
- 2011년 MBC 수목드라마 《마이프린세스》 - 앵커 역 (특별출연)

### 영화 출연
- 2015년 《오늘의 연애》

## 수상 목록
- 2021년 MBC 방송연예대상 라디오부문 특별상